# Јован Капистран
Јован Капистран (лат. Ioannes Capistranus, итал. Giovanni da Capestrano, рођ. 24. јуна 1386, умро 23. октобра 1456) био је фрањевачки калуђер, теолог, инквизитор и проповедник крсташког рата против Турака Османлија. Учествовао је у одбрани угарског Београда од напада Мехмеда II Освајача 1456. године заједно са Јаношем Хуњадијем, али је након повлачења османске војске преминуо од куге. Католичка црква га је 1690. године по налогу папе Александра VIII канонизовала и од тада се сматра за свеца и римокатоличког заштитника Београда.
Као римокатолички мисионар и инквизитор, Капистран је био непријатељски настројен према јудаизму и хришћанском православљу. Капистранов антијудаизам довео је до тешких последица у виду прогона и погрома Јевреја у пољском граду Вроцлаву и другим местима, док је његово подстицање на прогон православних хришћана у Краљевини Угарској било уперено против тамошњих православних Срба и Румуна.

## Биографија
Јован је рођен 24. јуна 1386. године у селу Капестрано у католичкој дијецези Сулмона у покрајини Абруцо у средњој Италији. Отац му је био родом из Француске и у Италију је стигао са двором напуљског краља Луја I, сина француског краља Жана II Доброг. Сам Капистран је у младости водио у потпуности живот лаика, студирао је право на универзитету у Перуђи, оженио се и започео успешну каријеру правника. Најпосле, напуљски краљ Ладислав му је поверио управу над Перуђом коју је краљ држао као папски заштитник. Од новог намесника очекивало се да заведе ред у Перуђи. Међутим, Сигисмондо Малатеста, господар Риминија, је 1414. објавио рат Перуђи. Капистран је као емисар отишао Малатести како би склопио мир али га је господар Риминија бацио у тамницу.
Током тамновања Капистран је решио да остави световни живот и растао се од своје жене под изговором да никада нису водили интиман живот. По изласку из заробљеништва посветио се теолошким студијама које је похађао заједно са Јаковом из Марке и Бернадином из Сијене. Фрањевачком реду је приступио 4. октобра 1416. године у Перуђи. Готово истовремено се окренуо најригорознијем аскетизму бранећи идеал стриктне покорности и најужег тумачења правоверности. Затим је у пратњи проповедника Бернадина из Сијене путовао по Апенинском полуострву, а од 1420. је и сам почео да проповеда са великим успехом по разним градовима. За разлику од већине италијанских проповедника 15. века, који су захтевали покајање, Капистран је нарочит успех постигао у средњој Европи где је проповедао по немачким земљама, Угарској, Чешкој и Пољској. По традицији, ни најпространије цркве нису могле да приме масе слушалаца, тако да је Капистан морао да проповеда по градским трговима. У Бреши га је наводно слушало 126 000 људи. У слободно време писао је трактате уперене против јереси што су доцније детаљно описали његови први биографи Никола из Фара, Кристифор из Варезеа и Јероним из Удина. Такође, активно је помагао Бернадину у раду на реформи фрањевачког реда, нарочито на пољу пооштравања дисциплине.
Бернадино и Капистран су нарочито проповедали култ Пресветог имена Исусовог, односно носили су са собом икону Христовог монограма која је, по ондашњем веровању, имала благотворну моћ да лечи болеснике и чини друга чуда. Због ширења овог, још увек новог култа и необичне праксе, фратри су позвани у Рим од стране папе Мартина V да би се одбранили од опзужби за јерес. Капистран је толико речито бранио своје саборце пред трибуналом кардинала да је и врх Католичке цркве прихватио култ Пресветог имена Христовог. Након овог успеха, Капистран је често путовао као посланик папе Еугена IV и његовог наследника Николе V. Током ових мисија његово име је често довођено у везу са избијањем насиља. Тако је 1439. путовао у Милано и у Бургундију како би се супротставио претензијама антипапе Феликса V, а 1446. је послат француском краљу Шарлу VII. Затим је 1451. послат у Аустрију цару Светог римског царства као званични папски нунције. Током овог периода посетио је све делове Царства, али и Пољску на захтев Казимира IV. Радио је и као посланик и као инквизитор тако да је ислеђивао последње фратичеле у Ферари, језуате у Венецији, Јевреје на Сицилији, у Молдавији и Пољској, и пре свега, хусите у Чешкој, Немачкој и Угарској. У погледу хусита, његов главни циљ био је да не дозволи сусрете представника папства и хуситског покрета пошто му је сваки покушај компромиса деловао као попуштање јереси.
Нажалост, Јованова речитост није служила само да инспирише релегиозна осећања, већ и да нагони светину да спроведе масовна убијања Јевреја у немачким градовима. под Капистрановим утицајем 41 Јеврејин је спаљен у Вроцлаву, а 36 су спаљени на пијаци у Берлину. У Легници је чак читава јеврејска популација спаљена. Најзад, када су Османлије заузеле Цариград 1453. године, времешни папа Калист III је именовао Капистрана за проповедника планираног крсташког похода. Његов задатак био је да посети скупштину сталежа у Франкфурту и прикупи војску за рат против Турака. Капистранов успех био је симболичан пошто су му се придружили припадници најнижег сталежа, сељаци, сиротиња, свакојаки авантуристи и студенти. У фебруару 1456. присуствовао је племићком скупу у Будиму, али ни ту није могао да добије подршку племства, па чак ни угарског краља Ладислава V. Капистран је ипак могао да рачуна на бројне, али слабо организоване и наоружане крсташе који су у Будим приспели из различитих крајева средње Европе. Ова војска се прво окупила у Петроварадину, а затим у Земуну када је постало јасно да ће циљ похода Мехмеда Освајача бити Београд, најзначајније угарско упориште на Дунаву. Сам Јанош Хуњади, главни заповедник хришћанске војске, није имао много поверења у дезорганизоване крсташе чији је један део Капистран успео да превезе у Београд на самом почетку опсаде 2. и 3. јула 1456. године. Ипак, хришћанска речна флота је 14. јула поразила османску након чега је Београд спашен потпуне блокаде. Град је снабдеван реком, а Капистран је у Земуну храбрио и обучавао своје следбенике и затим их слао у опседнути Београд. Турска опсада је најзад прекинута 22. јула и Мехмед II је наредио повлачење. По престанку велике опасности угарски и крсташки одреди су започели са међусобним непријатељствима око заслуга за одбрану Београда. Капистран је убрзо, како би се избегло крвопролиће, објавио завршетак крсташког рата и отпустио је своје ратнике кућама. Због великог броја жртава око Београда, које су остале несахрањене, међу хришћанском војском се појавила куга од које је прво умро Хуњади 13. августа у Земуну, а затим и Капистран 23. октобра 1456. године у Илоку.
Капистран је канонизован 1690. године (по некима 1724. године) у време када су хабзбуршке снаге заузеле Београд који је још од 1521. био у турским рукама. Успомена на Капистрана се обележава 23. октобра, на дан његове смрти. Слављење Св. Јована Капистрана је обавезно за све католике.